# 欣德曼鎮區 (阿肯色州門羅縣)
欣德曼鎮區（英語：Hindman Township）是位於美國阿肯色州門羅縣的一個行政鎮區。

## 地方資料
欣德曼鎮區的面積為60.09平方千米，當中陸地面積為58.41平方千米，而水域面積為1.68平方千米。根據2010年美國人口普查的數據，當地共有人口91人，而人口密度為每平方千米1.51人。